# Сопвич, Томас
Сэр Томас Октейв Мёрдок Сопвич (англ. Thomas Octave Murdoch Sopwith; 18 января 1888, Кенсингтон, Лондон, Англия, Соединённое Королевство Великобритании и Ирландии — 27 января 1989, Кингс-Сомборн, Уинчестер, Гэмпшир, Англия, Великобритания) — британский пионер авиации, лётчик, инженер и авиаконструктор, предприниматель и яхтсмен. Бизнес, который он основал в 1913 году, после Второй мировой войны вырос в половину британской аэрокосмической промышленности.

## Биография
Сопвич был восьмым ребёнком и единственным сыном инженера-строителя. Он учился в школе в Хоуве и Ли-он-Соленте и рано потерял отца, погибшего в результате несчастного случая во время его ежегодных летних каникул на острове Лисмор в Шотландии. Когда они совершали лодочную прогулку по морю, пистолет, лежавший поперёк колен десятилетнего Сопвича, выстрелил. Пуля попала в его отца, ранение оказалось смертельным. Это происшествие преследовало Сопвича до конца его жизни. Хотя семья не была слишком богатой, он унаследовал доход и имел постоянную поддержку своих сестёр. Вместе с другом семнадцатилетний Томас начал бизнес по продаже автомобилей, который вскоре превратился в успешное представительство Rolls-Royce. Это был первый пример того, что в бизнесе молодой предприниматель проявлял поразительное здравомыслие. Ему нравились автоспорт, катера и парусные яхты, а также полёты на воздушном шаре, которые в то время были модными и помогали ему общаться с известными людьми. Впервые увидев самолёт, он навсегда остался приверженцем воздушной стихии и захотел стать пилотом.
После нескольких практических уроков в Бруклендс, где его наставником был Густав Блондо, он купил примитивный самолёт и попытался осуществить самостоятельный полёт 31 октября 1910 года, но всё закончилось аварийной посадкой. 22 ноября 1910 года он получил лицензию пилота № 31 от Королевского аэроклуба и увлёкся дорогостоящим хобби. Чтобы возместить расходы, он становится участником различных соревнований и быстро завоёвывает несколько призов. 18 декабря 1910 года, участвуя в очередном соревновании, он осуществил самый длинный перелёт из Великобритании на материк на британском самолёте, пролетев около 270 километров до Бомонта в Бельгии за 3 часа 40 минут. Приз составил 4000 фунтов. В 1911 году он выиграл лётные соревнования в Америке. Сопвич инвестировал доходы в создание собственной лётной школы «Sopwith School of Flying in Brooklands» в 1912 году.
Вместе с Сэмюэлем Эдгаром Сондерсом он спроектировал и построил первый гидроплан в Европе и выиграл приз Мортимера-Зингера за семь последовательных посадок на суше и на море. Пилотом машины был Гарри Хоукер, на протяжении многих лет работавший лётчиком-испытателем в компании Сопвича.
Отсутствие хороших самолётов заставило Сопвича начать производство своих собственных машин. В июне 1912 года он встретился с Фредом Сигристом и вместе с другими участниками основал компанию «Sopwith Aviation Company Ltd» по изготовлению самолётов и относительно успешно продавал их на небольшом довоенном рынке. В декабре 1912 года компания Sopwith Aviation покупает производственную площадку в Кингстоне возле вокзала, чтобы основать там завод по производству самолётов. Компания становится основным поставщиком самолётов-истребителей в Первой мировой войне. В августе 1914 года компания стала одной из ведущих фирм по изготовлению первых британских самолётов и произвела более 18 000 самолётов шестнадцати типов. В том же году пилот на самолёте компании Sopwith выиграл кубок Шнейдера. С началом развития авиатехники и карьеры промышленника, карьера Сопвича как пилота закончилась, в то время как компания процветала. Она увеличилась с десятка до нескольких тысяч человек. Несмотря на быстрый и не всегда прибыльный рост, фирмой создано несколько новых самолётов, из которых самым известным был Camel. В 1918 году в знак признания достижений в области науки, а также за личный вклад в развитие авиационной промышленности Сопвич стал командором Ордена Британской империи (CBE).
В послевоенные годы особенно пострадала британская авиационная промышленность. Решения правительства нанесли ущерб отечественной отрасли, которая понесла урон от слишком большого количества мелких фирм. В компании Sopwith произвели всего пятнадцать самолётов с конца войны до сентября 1920 года. Пытаясь сохранить занятость как можно большего числа своих рабочих, фирма брала заказы на изготовление кузовов для автомобилей, мотоциклов и даже алюминиевых кастрюль. В сентябре 1920 года Сопвич, столкнувшись с требованиями правительства об уплате налогов, направленных против спекуляции, ликвидировал компанию, рассчитавшись с кредиторами в полном объёме. Двумя месяцами позже он основал HG Hawker Engineering Co Ltd, председателем которой стал Фред Сигрист, а в качестве конструктора и лётчика-испытателя — Гарри Хоукер. В 1923 году к ним присоединился Сидней Кэмм.
Компания H.G. Hawker Engineering, позже ставшая «Хокер», выпускала известные во время Второй мировой войны боевые самолёты Hawker Hurricane и Hawker Typhoon. Hawker Aircraft добилась успеха, создав несколько серий бипланов в середине 1920-х годов; однако современные конструкции монопланов не получили признания в Англии. Компания становилась всё более успешным экспортёром, поставляя RAF большую часть своих запасов. Сопвич значительно увеличил свои авиационные холдинги в 1930-х годах, купив Avro, Armstrong Whitworth и другие крупные фирмы. По его словам, приобретения такого размера были самыми пугающими моментами в его карьере. Почти столь же смелым было его следующее решение, когда он осознал неизбежность войны и начал строительство нового истребителя без государственного заказа. Во время Второй мировой войны производство истребителей Hurricane оказало существенную помощь в защите Англии. Его заводы во время войны также производили самолёты, пользующиеся неизменной славой, в том числе лучшие бомбардировщики Великобритании — Lancaster и первый реактивный истребитель для союзников.
В 1960-х годах правительство приказало компаниям объединиться. Компании Сопвича, получившие название Hawker Siddeley group, создали одни из лучших послевоенных истребителей и бомбардировщиков, в том числе, Harrier Jump Jet — самолёт совершенно нового типа. Во время войны на Фолклендских островах 1982 года реактивный самолёт Harrier и одноместный V / STOL (с вертикальными укороченными взлётом и посадкой), сыграли важную роль в успешном разрешении вооружённого конфликта между Великобританией и Аргентиной. Сопвич и конкурирующие заводы объединились вместе с аутсайдерами и образовали один из двух крупных британских комбинатов. Его группа была одной из крупнейших в мире, а общая занятость достигла 130 000 человек. В конце концов правительство продиктовало свои условия: авиационная промышленность была национализирована и передана одной государственной авиационной компании. Hawker Siddeley стала фирмой, не относящейся к авиации. В 1963 году в возрасте 75 лет Сопвич ушёл с поста председателя и был советником компании до 1980-х годов.
В 1953 году он был посвящён в рыцари-бакалавры.
У Томаса Сопвича было много интересов, он никогда не уделял работе безраздельного внимания, чередуя охоту, путешествия и другие развлечения. Почести, политика или какая-либо должность не играли для него особой роли.
Сопвич был известен как яхтсмен. В 1913 году он установил мировой рекорд скорости на моторных лодках — 55 миль в час. Сопвич принимал участие в регате на Кубок Америки на своих яхтах Endeavour и Endeavour II в 1934 (проиграл из-за сомнительного решения судей) и 1937 годах от Великобритании.
Его 100-летний юбилей был отмечен пролётом военных самолётов над его домом. Сопвич умер 27 января 1989 года, через несколько дней после своего 101-го дня рождения. Его могила находится на кладбище церкви Всех Святых на острове Уайт.

## Спортивные достижения
Томас Сопвич играл в воротах хоккейной команды Princes Ice Hockey Club's в 1908 в игре против C. P. P. Paris, а также в течение сезона 1909–10 годов. Также он был членом сборной Великобритании, которая стала чемпионом Европы по хоккею с шайбой в 1910 году.